# Galanda
Galanda là một chi bướm đêm thuộc họ Erebidae.